# Testeira

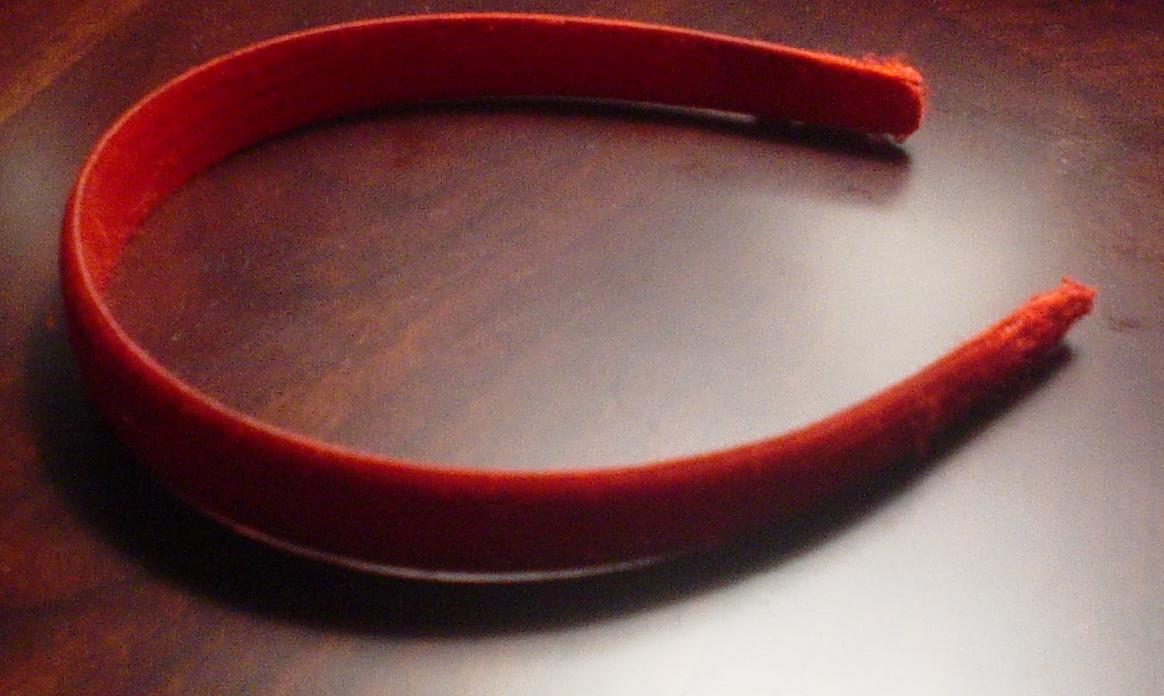

Uma testeira (português europeu) ou tiara (português brasileiro) é um acessório designado para se encaixar ao redor da cabeça, geralmente para prender o cabelo e impedir que ele caia sobre a face ou para impedir que o suor escorra pela testa e atinja os olhos. A maioria consiste numa faixa de material elástico ou numa peça em forma de ferradura (semelhante a um diadema), sendo esta de plástico ou metal. Existe uma grande variedade de testeiras quanto a formatos e tamanhos, e elas são utilizadas tanto para fins práticos quanto estéticos.
As testeiras em forma de ferradura ganharam grande popularidade e se tornaram marca registrada da personagem Alice de Lewis Carroll após a publicação de seu livro Alice no País do Espelho, onde Alice, nas ilustrações, aparece sempre utilizando o acessório.

## Outros nomes
Dentre os diversos nomes que o acessório recebe, constam travessa, arco, gigolé (no Ceará) ou gigolete, em Portugal e na cidade do Recife: bandolete ou bandelete.

## Moda

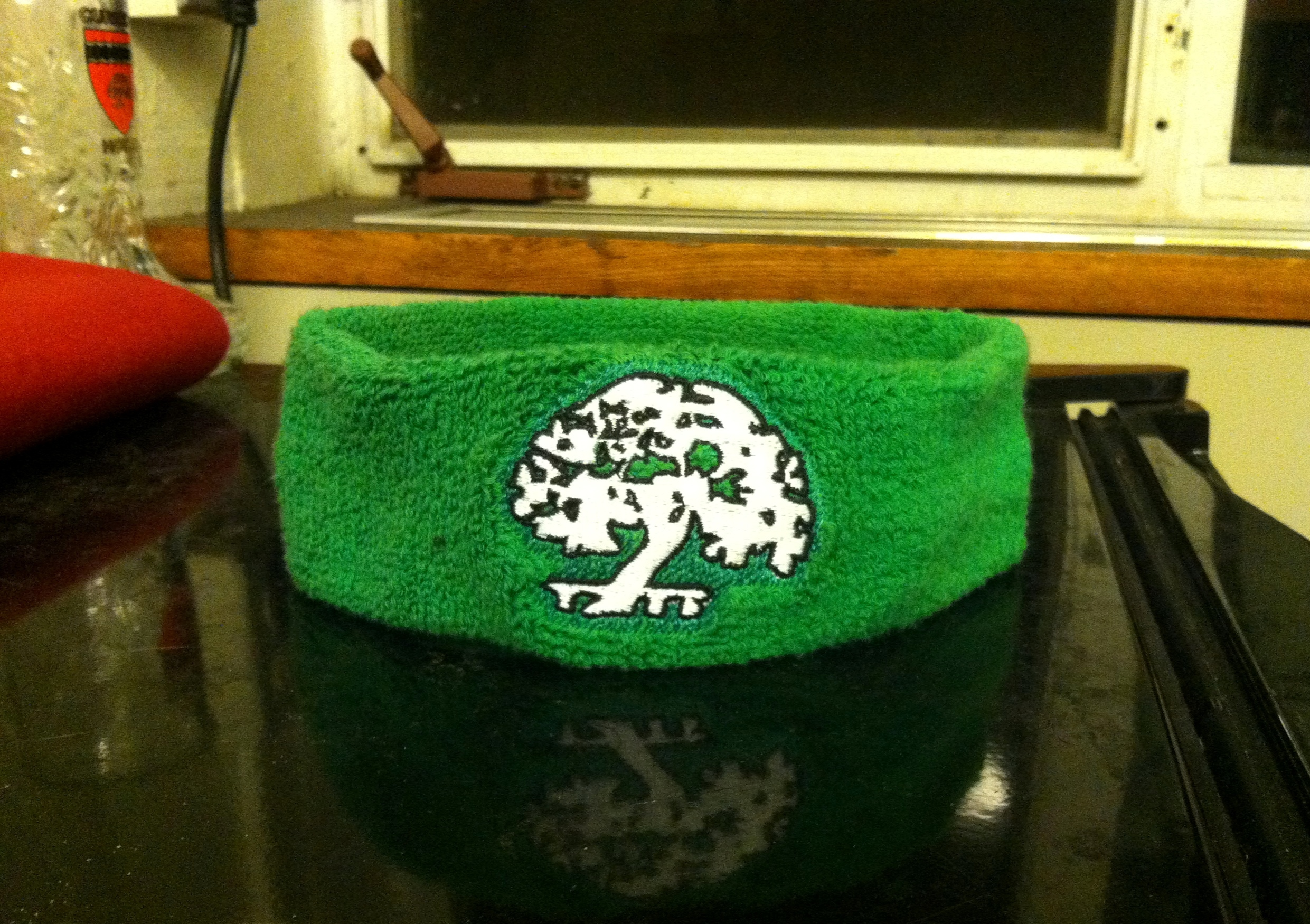
Uma faixa representando a Árvore de Currier House (Harvard College).

Testeiras podem algumas vezes projetar certas associações. Durante a década de 1980, testeiras eram associadas à música rock and roll, particularmente com Bruce Springsteen.
Testeiras costumam ser uma peça de vestuário quase exclusivamente feminino, mas recentemente ganhou popularidade entre os homens em alguns países, tornando-se moda para homens de cabelo comprido. O uso de diademas foi popularizado entre homens provavelmente por David Beckham e Ronnie O'Sullivan, que as usavam para evitar que seus cabelos compridos caíssem sobre seus rostos.
Na cultura japonesa, as testeiras podem inferir determinação ou devoção, sendo chamada de hachimaki. O hachimaki — que na verdade é uma faixa amarrada ao redor da cabeça, na altura da testa — foi particularmente popularizado pelo personagem de Ralph Macchio no filme The Karate Kid (1984).
Muitas pessoas usam testeiras, incluindo a personagem da série Gossip 
Girl (Blair Waldorf),na qual nao vive sem uma tiarinha na cabeça.

## Headband
Headband é uma tiara usada literalmente na testa. Comum na época hippie e voltando à moda nos tempos de hoje. Hoje, o acessório é comum, como na época hippie, ou exótico (brilhante, chamativo)